# Rian Johnson
Rian Craig Johnson (17 de dezembro de 1973) é um roteirista e diretor de cinema norte-americano, mais famoso por escrever e dirigir os filmes Brick, Looper, Star Wars: The Last Jedi e Knives Out, este último rendeu uma indicação ao Oscar de Melhor Roteiro Original para Johnson. Ele também é conhecido por dirigir três episódios da aclamada série Breaking Bad. 

## Biografia
Johnson nasceu no estado de Maryland. Ainda jovem, ele se mudou para San Clemente, Califórnia. Depois de se formar no colégio, ele foi estudar cinema e televisão na Escola de Artes Cinematográficas da Universidade do Sul da Califórnia, terminando o curso em 1996.
No seu último ano de faculdade, para poder se formar, Johnson dirigiu, escreveu e editou o curta-metragem Evil Demon Golfball from Hell!!!. Em 2001, ele dirigiu e escreveu seu segundo curta, Ben Boyer and the Phenomenology of Automobile Branding.
Em 2005, ele escreveu e dirigiu seu primeiro filme, Brick. Estrelado por Joseph Gordon-Levitt, o longo foi feito com apenas US$ 500.000 e estreou no Festival de Sundance. Brick venceu o prêmio do júri de originalidade e visão no festival.
Seu segundo filme, The Brothers Bloom, estrelado por Mark Ruffalo, Adrien Brody, Rachel Weisz e Rinko Kikuchi, estreou em maio de 2009. No ano seguinte, ele digiriu o episódio "Fly" da série de televisão Breaking Bad. Dois anos depois, em 2012, ele dirigiu outro episódio, "Fifty-One", e seu terceiro e último em 2013, o aclamado "Ozymandias".
No mesmo ano de 2012, Johnson dirigiu e escreveu seu terceiro longa-metragem, Looper. Estrelado por Gordon-Levitt, Bruce Willis, Emily Blunt e Paul Dano, o filme abriu o Festival Internacional de Cinema de Toronto.
Dois anos depois, em 2014, foi anunciado que Johnson seria o diretor do oitavo episódio da franquia campeã de bilheteria, Star Wars. Os Últimos Jedi foi lançado em 2017, considerado um sucesso de crítica e ultrapassando uma arrecadação de US$ 1 bilhão de bilheteria, apesar de ter recebido opiniões polarizadas entre os fãs da saga. No mesmo ano foram divulgados os planos para uma nova trilogia da saga dirigida por Johnson.
Seu último lançamento foi o filme Entre Facas e Segredos, em novembro de 2019. O elenco inclui nomes de sucesso como Daniel Craig, Chris Evans, Ana de Armas e Jamie Lee Curtis. O longa-metragem fechou o ano ultrapassando os US$ 200 milhões de bilheteria, um grande feito considerando seu baixo orçamento, de apenas US$ 40 milhões. Os planos para uma sequência já foram anunciados. O filme levou à primeira indicação de Johnson ao Oscar, por Melhor Roteiro Original.

## Filmografia

### Filmes
| Ano  | Titulo                                                  | Papel                          | Notas          |
| ---- | ------------------------------------------------------- | ------------------------------ | -------------- |
| 1996 | Evil Demon Golfball from Hell!!!                        | Roterista, diretor, editor     | Curta-metragem |
| 2001 | Ben Boyer and the Phenomenology of Automobile Marketing | Diretor                        | Curta-metragem |
| 2002 | The Psychology of Dream Analysis                        | Roteirista, diretor            | Curta-metragem |
| 2005 | Brick                                                   | Roterista, diretor, editor     |                |
| 2008 | The Brothers Bloom                                      | Roterista, diretor             |                |
| 2012 | Looper                                                  | Roterista, diretor             |                |
| 2017 | Star Wars: Os Últimos Jedi                              | Roterista, diretor             |                |
| 2019 | Knives Out                                              | Roteirista, diretor, produtor  |                |
| 2022 | Glass Onion: A Knives Out Mystery                       | Roteirista, diretor e produtor |                |

### Televisão
| Ano       | Titulo          | Papel   | Notas                                             |
| --------- | --------------- | ------- | ------------------------------------------------- |
| 2009      | Terriers        | Diretor | Episodio: "Manifest Destiny"                      |
| 2010–2013 | Breaking Bad    | Diretor | Episodios: "Fly", "Fifty-One", "Ozymandias"       |
| 2015      | BoJack Horseman | Bryan   | Apenas Voz Episodios: "Yes, And" and "Out to Sea" |

## Prêmios e Indicações
| Ano  | Obra                              | Prêmio                                                                                      | Resultado |
| ---- | --------------------------------- | ------------------------------------------------------------------------------------------- | --------- |
| 2005 | Brick                             | Prêmio Especial do Júri por Visão Original do Festival Sundance de Cinema                   | Venceu    |
| 2005 | Brick                             | Grande Prêmio do Júri do Festival Sundance de Cinema                                        | Indicado  |
| 2006 | Brick                             | BIFA Award por Melhor Filme Estrangeiro Independente                                        | Venceu    |
| 2006 | Brick                             | Central Ohio Film Critics Association Award por Melhor Roteiro Original                     | Venceu    |
| 2006 | Brick                             | Central Ohio Film Critics Association Award por Melhor Filme Subestimado                    | Indicado  |
| 2006 | Brick                             | Chicago Film Critics Association Award por Diretor Mais Promissor                           | Venceu    |
| 2006 | Brick                             | Citizen Kane Award por Melhor Revelação de Direção                                          | Venceu    |
| 2006 | Brick                             | Grande Prêmio Especial do Deauville Film Festival                                           | Venceu    |
| 2006 | Brick                             | San Francisco Film Critics Circle Award por Melhor Roteiro Original                         | Indicado  |
| 2006 | Brick                             | Online Film Critics Society Award por Melhor Cineasta Revelação                             | Indicado  |
| 2006 | Brick                             | Utah Film Critics Association Award por Melhor Roteiro Original                             | Venceu    |
| 2006 | Brick                             | Toronto Film Critics Association Award por Melhor Primeiro Filme                            | Indicado  |
| 2006 | Brick                             | Independent Spirit John Cassavetes Award                                                    | Indicado  |
| 2007 | Brick                             | Austin Film Critics Association Award por Melhor Primeiro Filme                             | Venceu    |
| 2007 | Brick                             | Empire Award por Melhor Recém-chegado Masculino                                             | Indicado  |
| 2008 | The Brothers Bloom                | Stockholm International Film Festival Bronze Horse                                          | Indicado  |
| 2012 | Looper                            | Austin Film Critics Association Award por Melhor Roteiro Original                           | Venceu    |
| 2012 | Looper                            | Broadcast Film Critics Association Award por Melhor Roteiro                                 | Indicado  |
| 2012 | Looper                            | Chicago Film Critics Association Award por Melhor Roteiro Original                          | Indicado  |
| 2012 | Looper                            | Florida Film Critics Circle Award por Melhor Roteiro Original                               | Venceu    |
| 2012 | Looper                            | Houston Film Critics Society Award por Melhor Roteiro Original                              | Indicado  |
| 2012 | Looper                            | Hugo Award for Best Dramatic Presentation                                                   | Indicado  |
| 2012 | Looper                            | Las Vegas Film Critics Society Award por Melhor Roteiro                                     | Venceu    |
| 2012 | Looper                            | National Board of Review Award por Melhor Roteiro Original                                  | Venceu    |
| 2012 | Looper                            | Online Film Critics Society Award por Melhor Roteiro Original                               | Indicado  |
| 2012 | Looper                            | Washington D.C. Area Film Critics Association Award por Melhor Roteiro Original             | Venceu    |
| 2012 | Looper                            | Utah Film Critics Association Award por Melhor Roteiro Original                             | Venceu    |
| 2013 | Looper                            | Central Ohio Film Critics Association Award por Melhor Roteiro Original                     | Indicado  |
| 2013 | Looper                            | North Carolina Film Critics Association Award por Melhor Roteiro Original                   | Venceu    |
| 2013 | Looper                            | North Carolina Film Critics Association Award por Melhor Direotr                            | Indicado  |
| 2013 | Looper                            | Ray Bradbury Award por Apresentação Dramática Notável                                       | Indicado  |
| 2013 | Looper                            | Writers Guild of America Award por Melhor Roteiro Original                                  | Indicado  |
| 2013 | Looper                            | Saturn Award por Melhor Diretor                                                             | Indicado  |
| 2013 | Breaking Bad                      | Directors Guild of America Award por Direção Notável – Série de Drama (Episódio: Fifty-One) | Venceu    |
| 2018 | Star Wars: The Last Jedi          | Empire Award por Melhor Diretor                                                             | Venceu    |
| 2018 | Star Wars: The Last Jedi          | Saturn Award por Melhor Diretor                                                             | Indicado  |
| 2018 | Star Wars: The Last Jedi          | Saturn Award por Melhor Escrita                                                             | Venceu    |
| 2018 | Star Wars: The Last Jedi          | Hugo Award por Melhor Apresentação Dramática                                                | Indicado  |
| 2018 | Star Wars: The Last Jedi          | Circuit Community Awards por Menções Honrosas                                               | Venceu    |
| 2018 | Star Wars: The Last Jedi          | Denver Film Critics Society por Melhor Roteiro Adaptado                                     | Indicado  |
| 2018 | Star Wars: The Last Jedi          | Ray Bradbury Award por Apresentação Dramática Notável                                       | Indicado  |
| 2019 | Knives Out                        | Fantastic Fest Audience Award                                                               | Indicado  |
| 2019 | Knives Out                        | Philadelphia Film Critics Circle Award por Melhor Filme                                     | Venceu    |
| 2019 | Knives Out                        | Philadelphia Film Critics Circle Award por Melhor Roteiro                                   | Venceu    |
| 2019 | Knives Out                        | Washington DC Area Film Critics Association Award por Melhor Roteiro Original               | Indicado  |
| 2019 | Knives Out                        | San Diego Film Critics Society Award por Melhor Roteiro Original                            | Indicado  |
| 2019 | Knives Out                        | Dublin Film Critics' Circle Award por Melhor Roteiro                                        | Indicado  |
| 2019 | Knives Out                        | Phoenix Critics Circle Award por Melhor Roteiro                                             | Venceu    |
| 2019 | Knives Out                        | Kansas City Film Critics Circle Award por Melhor Roteiro Original                           | Venceu    |
| 2019 | Knives Out                        | Oklahoma Film Critics Circle Award por Melhor Roteiro Original                              | Venceu    |
| 2019 | Knives Out                        | Seattle Film Critics Society Award por Melhor Roteiro                                       | Indicado  |
| 2019 | Knives Out                        | San Francisco Bay Area Film Critics Circle Award por Melhor Roteiro Original                | Indicado  |
| 2019 | Knives Out                        | Phoenix Film Critics Society Award por Melhor Roteiro Original                              | Venceu    |
| 2019 | Knives Out                        | Satellite Award por Melhor Filme – Comédia ou Musical                                       | Indicado  |
| 2019 | Knives Out                        | Utah Film Critics Association Award por Melhor Roteiro Original                             | Indicado  |
| 2020 | Knives Out                        | Central Ohio Film Critics Association Award por Melhor Roteiro Original                     | Indicado  |
| 2020 | Knives Out                        | Chicago Film Critics Association Award por Melhor Roteiro Original                          | Indicado  |
| 2020 | Knives Out                        | Houston Film Critics Society Award por Melhor Roteiro                                       | Indicado  |
| 2020 | Knives Out                        | North Carolina Film Critics Association Award por Melhor Roteiro Original                   | Indicado  |
| 2020 | Knives Out                        | Chicago Independent Film Critics Circle Award por Melhor Filme de Estúdio                   | Venceu    |
| 2020 | Knives Out                        | Chicago Independent Film Critics Circle Award por Melhor Roteiro Original                   | Venceu    |
| 2020 | Knives Out                        | Globo de Ouro por Melhor Filme – Musical ou Comédia                                         | Indicado  |
| 2020 | Knives Out                        | Online Film Critics Society Award por Melhor Roteiro Original                               | Indicado  |
| 2020 | Knives Out                        | Austin Film Critics Association Award por Melhor Roteiro Original                           | Indicado  |
| 2020 | Knives Out                        | Hollywood Critics Association Award por Melhor Roteiro Original                             | Indicado  |
| 2020 | Knives Out                        | Alliance of Women Film Journalists Award por Melhor Roteiro, Original                       | Indicado  |
| 2020 | Knives Out                        | Prêmio Critics' Choice Movie por Melhor Comédia                                             | Indicado  |
| 2020 | Knives Out                        | Prêmio Critics' Choice Movie por Melhor Roteiro Original                                    | Indicado  |
| 2020 | Knives Out                        | Writers Guild of America Award por Melhor Roteiro Original                                  | Indicado  |
| 2020 | Knives Out                        | Oscar por Melhor Roteiro Original                                                           | Indicado  |
| 2023 | Glass Onion: A Knives Out Mystery | Prêmio Critics' Choice Movie por Melhor Roteiro Adaptado                                    | Indicado  |
| 2023 | Glass Onion: A Knives Out Mystery | Oscar por Melhor Roteiro Adaptado                                                           | Pendente  |